# 大坵村 (金門縣)
大坵村位於臺灣海峽西側，现為中華民國福建省轄下烏坵鄉的行政區，現由金門縣代管。中國大陸方面将其划为福建省莆田市秀屿区湄洲镇乌坵村。
该村四面環海，包含主島大坵嶼以及鄰近的礁石，面積僅約0.71平方公里，稍大於鄰近的小坵，全境大部分屬於中華民國的軍事管制區。地方上因為受到軍事管制，土地發展受到限制，缺少水、電基礎設施、醫療資源、就業機會，生活機能嚴重不足，居民大多離鄉遠赴台灣謀生。居民多為湄洲人，通行現代標準漢語以及烏坵話（屬莆仙語一支）。

## 名称
中华民国方面称作大坵岛/大坵屿，中华人民共和国方面則以烏坵嶼（中华人民共和国的规范汉字將坵、丘合併為丘，故而寫作乌丘屿）指大坵嶼，小坵嶼則稱下屿。

## 交通與運輸
大坵村對外交通極度不便，與小坵僅能以舢舨在大海中航行連絡。離開烏坵僅能搭乘10天一航次往返台灣台中港的軍艦，且限制外地人前往烏坵，至金門縣治必須搭船到台中之後再前往金門。

### 水運
- 大坵碼頭：又稱南風碼頭，是大坵嶼對外運輸的主要口岸。

### 空運
有直昇機停機坪，但無固定航班。

## 景點
- 烏坵燈塔
- 新娘房
- 後沃
- 龍爪
- 虎屏
- 壁巍
- 銅鐘
- 前嶼